# Milan Svoboda (lední hokejista)
Milan Svoboda (* 29. července 1960) je bývalý český hokejista, útočník.

## Hokejová kariéra
V lize hrál za Poldi SONP Kladno. S Kladnem získal v roce 1980 mistrovský titul. V nižší soutěži hrál i za Slavii Praha.

## Klubové statistiky
| Sezona    | Klub              | Soutěž  | Základní část | Základní část | Základní část | Základní část | Základní část |
| Sezona    | Klub              | Soutěž  | Z             | G             | A             | B             | TM            |
| --------- | ----------------- | ------- | ------------- | ------------- | ------------- | ------------- | ------------- |
| 1979/1980 | Poldi SONP Kladno | 1. liga | 4             | 0             | 1             | 1             | 0             |